# Financial Times
The Financial Times – brytyjski dziennik o elitarnym charakterze i międzynarodowym zasięgu, zorientowany na tematykę gospodarczą i finansową (wydanie sobotnie publikuje też artykuły poświęcone kulturze i sztuce), wydawany od 1888 w Londynie. Jeden z największych dzienników w Wielkiej Brytanii.

## Historia
Pierwszy numer ukazał się 9 stycznia 1888 pod tytułem London Financial Guide. Na czterech stronach, w sześciu kolumnach redaktorzy deklarowali czytelnikom "pomoc uczciwego finansisty, godnego szacunku brokera, szanowanego maklera i prawdziwego dyrektora”. Początkowo tytuł ukazywał się trzy razy w tygodniu: w poniedziałki, środy i piątki. Po miesiącu, w lutym 1888 gazeta zmieniła tytuł na the Financial Times. Od 2 stycznia 1893 gazeta wydawana była na charakterystycznym papierze w kolorze łososiowym. Od 1 lipca 1935 the Financial Times publikuje indeksy FTSE dla giełdy w Londynie.
Profil pisma jest umiarkowanie konserwatywny. Redakcja popiera wolny rynek i globalizację, jest także przychylna Unii Europejskiej. Począwszy od wyborów parlamentarnych w 1992, pismo opowiadało się za Partią Pracy, lecz w wyborach parlamentarnych w 2010 udzieliło poparcia Partii Konserwatywnej, pomimo dużej ilości krytyki pod jej adresem.
Łączny nakład wynosi ok. 450 tys. egzemplarzy. W latach 2000–2012 ukazywał się też niemieckojęzyczny Financial Times Deutschland; w ostatnim okresie jego istnienia nakład sprzedawany wynosił ok. 3 tys. egzemplarzy, a ponad sto tysięcy rozdawano za darmo.
Od 1999 FT ogłasza coroczny, ogólnoświatowy ranking szkół biznesu. Dziennik publikuje też ranking Financial Times 1000, czyli listę tysiąca najszybciej rozwijających się europejskich firm.
Pomimo nazwy pismo nie ma nic wspólnego z The Times.